# Pseudoxytenanthera bourdillonii
Pseudoxytenanthera bourdillonii là một loài thực vật có hoa trong họ Hòa thảo. Loài này được (Gamble) H.B.Naithani miêu tả khoa học đầu tiên năm 1991.